# Davidijordania lacertina
Davidijordania lacertina är en fiskart som först beskrevs av Pavlenko, 1910.  Davidijordania lacertina ingår i släktet Davidijordania och familjen tånglakefiskar. Inga underarter finns listade i Catalogue of Life.